# House of Sharing
Het House of Sharing (Hangul: 나눔의 집 ; Koreaans: Nanum-ae-Jip) is een opvanghuis voor voormalige 'troostmeisjes', gebouwd op een heuvel nabij de Zuid-Koreaanse hoofdstad Seoel. Het is in 1992 opgericht met hulp van donaties en werd oorspronkelijk gevestigd in het district Mapo-gu van Seoel. Er is een museum en er wonen negen vrouwen, waarvan de oudste in 1917 is geboren. Het huis telt acht stafleden; de directeur is een boeddhistisch priester.
De vrouwen schilderen en stellen hun werk tentoon, in en buiten Korea. Iedere woensdag demonstreren ze voor de Japanse ambassade in Seoel. Hun doel is, behalve educatie en het vertellen van de waarheid, ook druk uitoefenen op de regering van Japan. Verontschuldigingen of herstelbetalingen zijn echter uitgebleven, ontkenning van het bestaan van de bordelen duurt voort. De Japanse overheid wil geen verantwoordelijkheid nemen voor deze misdaden.
De Japanse oorlogsindustrie in de Tweede Wereldoorlog voorzag in een groot aantal bordelen, waar dwangprostitutie plaatsvond. Meisjes vanaf 12 jaar werden 20 tot soms 40 keer per dag op gewelddadige wijze verkracht, terwijl ze opgesloten zaten in kamertjes van twee bij twee meter. De meisjes en vrouwen die gebukt gingen onder deze wrede vorm van slavernij, werden eufemistisch troostmeisjes genoemd. Tussen 1937 en 1945 zijn er naar schatting 200.000 meisjes gedwongen tot prostitutie. Ook vrouwen uit andere delen van Azië overkwam dit lot, het aantal Koreaanse vrouwen is het grootst, met ruim 100.000 slachtoffers.
Veel vrouwen zijn later nooit meer getrouwd en konden geen intimiteit meer verdragen. Als ze toch trouwden konden ze vaak geen kinderen meer krijgen. De mishandelingen, geslachtsziekten en gedwongen abortussen hadden hun lichamen te zeer beschadigd. Vijftig jaar lang hebben ze gezwegen, uit schaamte. De Koreaanse overheid wilde de toch al broze relatie met Japan niet in gevaar brengen. In 1991 was er een groep academici die een vrouw heeft aangemoedigd haar verhaal te vertellen, verschillende andere vrouwen volgden, waarna steeds meer vrouwen uit de anonimiteit kwamen om de monddood gemaakte meisjes die ze vroeger waren, alsnog een stem te geven.